# Liiküla
Koordinaten: 58° 34′ N, 22° 25′ O
Liiküla ist ein Dorf (estnisch küla) auf der größten estnischen Insel Saaremaa. Es gehört zur Landgemeinde Saaremaa (bis 2017: Landgemeinde Mustjala) im Kreis Saare.
Das Dorf hat neun Einwohner (Stand 31. Dezember 2011). Es liegt direkt an der Ostsee.